# Bogusław Kmiecik
Bogusław Kmiecik (ur. 11 czerwca 1951 w Łodzi) – polski lekkoatleta chodziarz, mistrz i rekordzista Polski.
Specjalizował się w chodzie na 50 kilometrów, chociaż startował również z powodzeniem w chodzie na 20 kilometrów. 
Wystąpił na mistrzostwach świata w 1976 w Malmö, na których był rozgrywany wyłącznie chód na 50 kilometrów. Zajął w tych zawodach 11. miejsce. W Pucharze Świata w 1977 w Milton Keynes zajął na tym dystansie 32. miejsce. Startował na mistrzostwach Europy w 1978 w Pradze, ale nie ukończył chodu na 50 kilometrów.
Był mistrzem Polski w chodzie na 50 kilometrów w 1972, 1973, 1975, 1976 i 1977 oraz wicemistrzem w 1978. Zdobył również dwa brązowe medale w chodzie na 20 kilometrów i jeden na 50 kilometrów.
W latach 1974–1975 trzykrotnie ustanawiał najlepszy wynik w Polsce w chodzie na 50 kilometrów, doprowadzając go do czasu 4:09:24 (29 czerwca 1975 w Bydgoszczy).
W latach 1972–1973 dwa razy startował w meczach reprezentacji Polski w chodzie na 20 kilometrów, bez zwycięstw indywidualnych.
Rekordy życiowe:
- chód na 20 kilometrów – 1:26:49 (9 lipca 1978, Warszawa)
- chód na 50 kilometrów – 4:03:58 (16 kwietnia 1978, Gdynia)

Był zawodnikiem Startu Łódź.